# Кегичівська волость
Кегичівська волость — адміністративно-територіальна одиниця Костянтиноградського повіту Полтавської губернії з центром у селі Кегичівка.
Старшинами волості були:
- 1900—1904 роках Микита Захарович Пахущій[1][2];
- 1913—1915 роках Павло Данилович Литвиненко[3][4].